# Марсел Бродхарс
Марсел Бродхарс (на френски: Marcel Broodthaers) е белгийски скулптор, поет и режисьор.

## Биография
Роден е на 28 януари 1924 година в Синт Гилис, Брюксел. От средата на 40-те години прави неуспешни опити да се наложи като поет, а след 1957 година режисира няколко десетки късометражни филма – документални, повествователни и експериментални. От средата на 60-те години създава авангардни скулптури, които му донасят известност.
Умира на 28 януари 1976 година в Кьолн.

## За него
- Buchloh, Benjamin (ed.), Broodthaers. Writings, Interviews, Photographs, Cambridge, Massachusetts, London: 1988
- Borgemeister, Rainer: Marcel Broodthaers traversant. Versuch einer Werkmonographie, Bochum: 1996
- Dickhoff, Wilfried (ed.), Marcel Broodthaers. Interviews & Dialogue 1946–1976, Cologne: 1994
- Nicolaus, Heinrich (pb.) Dickhoff, Wilfried (ed.), Marcel Broodthaers, Tinaia Box Nr. 9, Cologne: 1994
- Folie, Sabine, Mackert, Gabriele (ed.), Marcel Broodthaers. Po(li)etique, Kunsthalle Wien (cat.), Vienna: 2003
- Hakkens, Anna (ed.), Marcel Broodthaers par lui-même, Gent: 1999
- König, Susanne, Marcel Broodthaers. Musée d'Art Moderne, Département des Aigles, Berlin 2012
- Rosalind Krauss, A Voyage on the North Sea, Zürich/Berlin: diaphanes, 2008, ISBN 978-3-03734-003-5
- Moure, Gloria (ed.), Marcel Broodthaers. Collected Writings, Barcelona: Ediciones Poligrafa, 2012
- Zwirner, Dorothea, Marcel Broodthaers, Cologne: 1997